# Guanghe
Guanghe är ett härad i den autonoma prefekturen Linxia för hui-folket i provinsen Gansu i nordvästra Kina.
Guanghe är indelat i sex köpingar och tre socknar (varav en etnisk minoritetssocken).
Köpingar (zhen):

- Chengguan (城关镇)
- Maijiaxiang (买家巷镇)
- Qijia (齐家镇)
- Qijiaji (祁家集镇)
- Sanjiaji (三甲集镇)
- Zhuangkeji (庄窠集镇)

Socknar (xiang):

- Guanfang (官坊乡)
- Shuiquan (水泉乡)

Etnisk minoritetssocken (zu xiang):
- Alimatu Ālìmátŭ dōngxiāngzú xiāng  (阿力麻土东乡族乡) (för dongxiang-folket)